# Nothobranchius orthonotus
Nothobranchius orthonotus es una especie de peces de agua dulce de la familia de los notobranquíidos en el orden de los ciprinodontiformes.
Se usa para acuariofilia, estando regulado su comercio con este fin, siendo muy difícil de mantener en acuario.

## Morfología
La longitud máxima descrita es de 10 cm.

## Distribución geográfica
Se distribuyen porn ríos de África: Malaui, Mozambique, Zimbabue y Sudáfrica, donde sus poblaciones se ven amenazadas por la contaminación y por los programas de pulverización contra la malaria y la mosca tsetsé.